# Karel Vácha
Karel Vácha umirovljeni je češki nogometaš, koji je igrao na poziciji napadača. Najviše je igrao za prašku Slaviju i Dynamo iz Českih Budějovica. U Prvoj češkoj nogometnoj ligi nastupio je 237 puta, i pritom zabio 76 pogodaka.
Sa Slavijom je nastupio i na UEFA-inom Kupu pobjednika kupova 1997./98., na kojem je Slavija uspjela doći do četvrtzavršnice natjecanja. Tijekom natjecanja Vácha je zabio i jedan pogodak. Tijekom 1997. godine odigrao je i svoju jedinu utakmicu za češku nogometnu reprezentaciju. U prijateljskoj utakmici protiv Farskih otoka 6. rujna 1997. igrao je prvih 36. minuta. Utakmica je završila pobjedom Češke 2:0.
1998. godine odlazi u austrijski Tirol iz Innsbrucka, gdje ostaje igrati dvije sezone. Istekom ugovora 2000. vraća se u Češku gdje postaje kapetan Dynama iz Českih Budějovica. Nakon tri sezone u Dynamu, 2003. potpisuje za slovački klub MFK Petržalka. Za klub je debitirao na utakmici protiv Košica, 3. ožujka 2003., i zabio dva pogotka u pobjedi svog kluba 3:0.
Završetkom igračke karijere od 2005. do 2008. trenirao je Dynamo, a tijekom sezone 2007./08. godine kao pomoćni trener Františeka Strake.